# Ermita de la Mare de Déu de la Font de la Torre d'en Doménec
La Mare de Déu de la Font és una ermita al carrer de la Font de la Torre d'en Doménec i que compta amb una espadanya a la teulada. Està formada per un arc amb motllures als laterals i per rematar-la una creu. Té condició de Bé de Rellevància Local segons la Disposició Addicional Quinta de la Llei 5/2007, de 9 de febrer, de la Generalitat, de modificació de la Llei 4/1998, d'11 de juny, del Patrimoni Cultural Valencià (DOCV Núm. 5.449 / 13.02.2007).